# St. Josef (Winterthur-Töss)

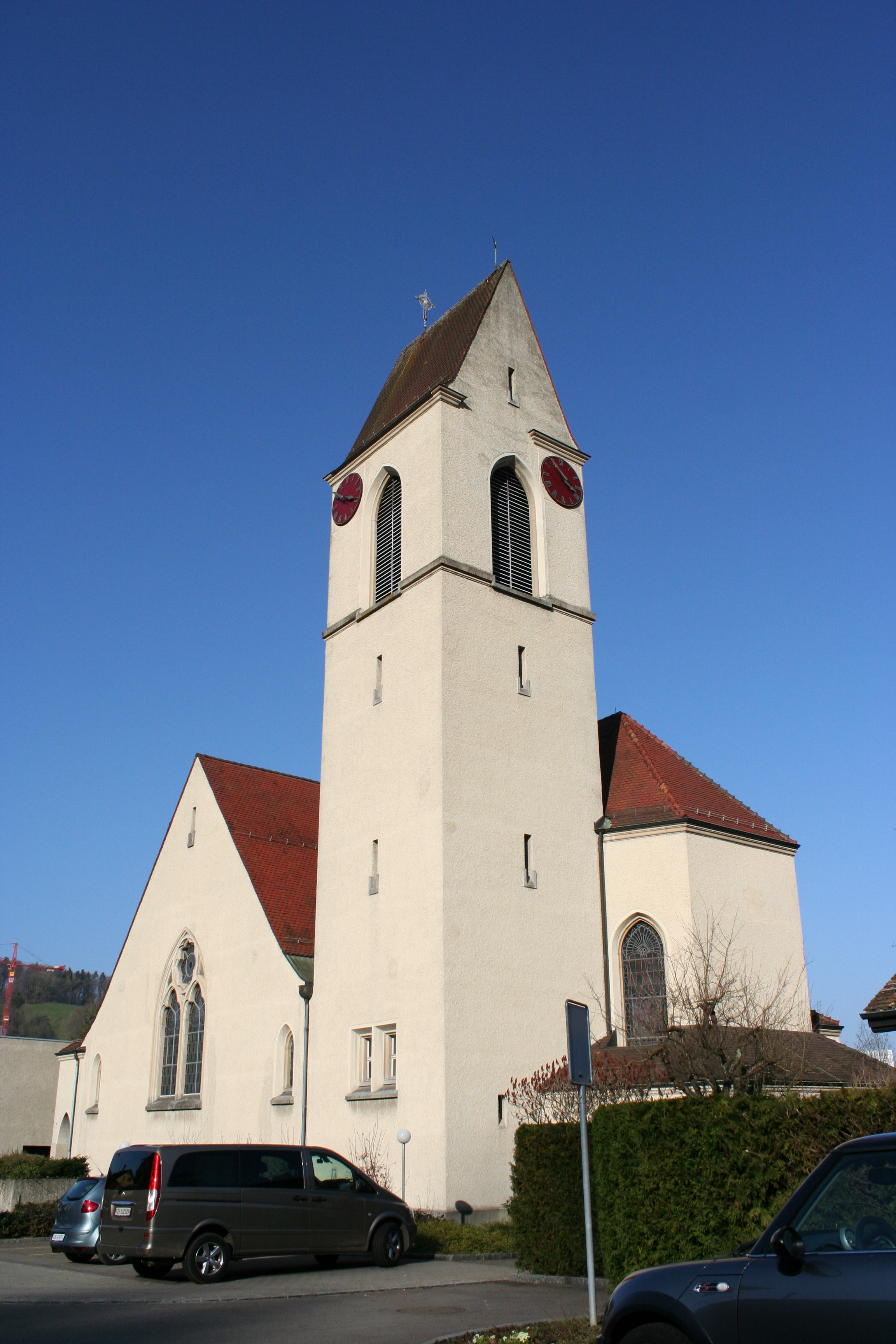
Kirche St. Josef

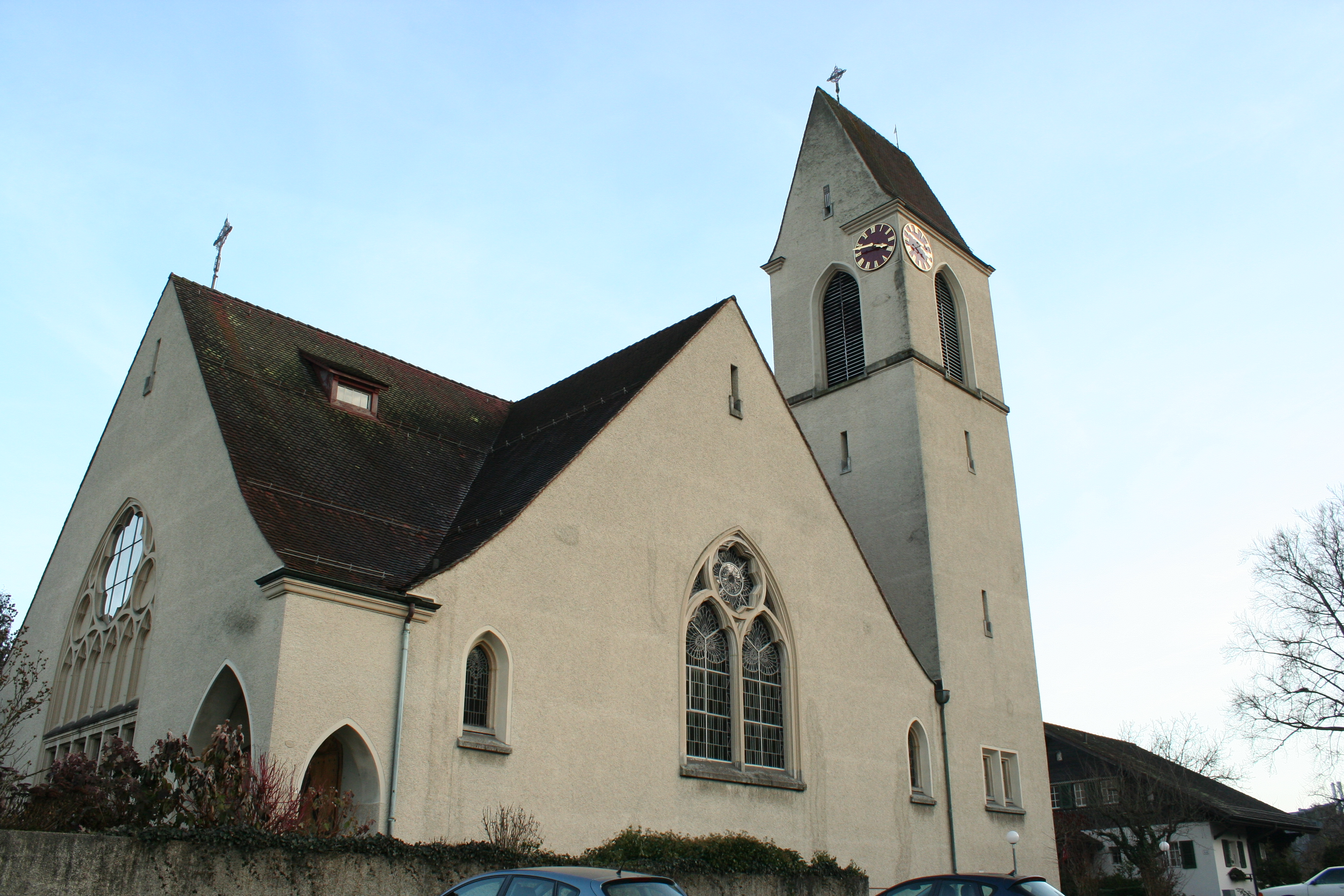
Ansicht von Nordwesten

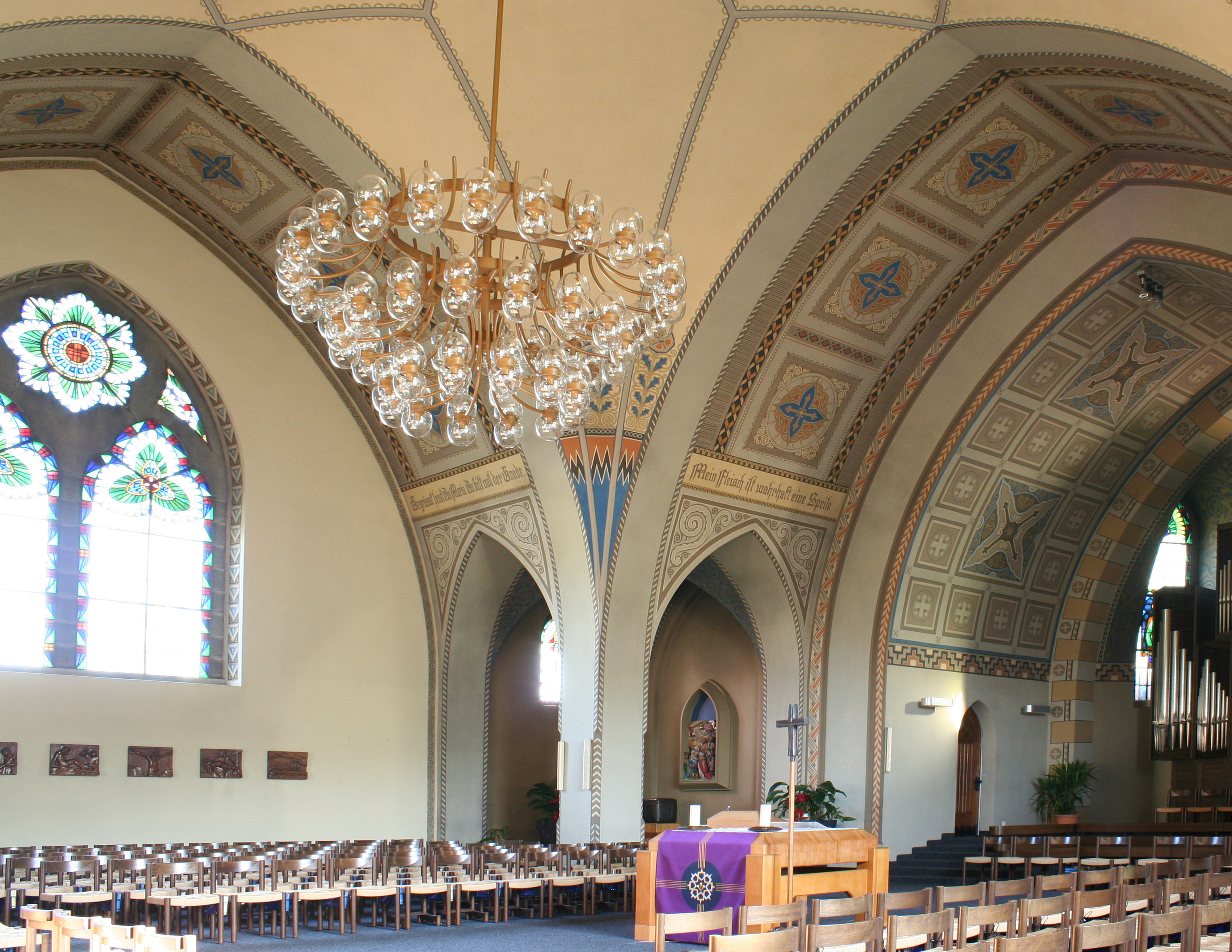
Innenansicht

Die Kirche St. Josef ist eine römisch-katholische Pfarrkirche in der Stadt Winterthur. Sie steht im Stadtkreis Töss an der Nägelseestrasse 46. Es handelt sich um die zweitälteste katholische Kirche der Stadt Winterthur nach der Reformation.

## Geschichte

### Das Kloster Töss
Im 13. Jahrhundert entstand auf dem Gebiet des heutigen Quartiers Töss das Dominikanerinnenkloster Töss, welches im 14. Jahrhundert zu den Hochburgen der Mystik gehörte. Davon berichtet das um 1340 entstandene Tösser Schwesternbuch, das in 34 Viten einen weitreichenden Einblick in die Welt der Tösser Frauenmystik bietet. Das Kloster Töss erfreute sich vor allem bei Angehörigen des Landadels und der städtischen Rats- und Patrizierfamilien grosser Beliebtheit. Die Aufnahme setzte ein bestimmtes Vermögen voraus; dadurch gelangte das Kloster durch Schenkungen und Käufe zu beachtlichem Grundbesitz. In seiner Blütezeit im ausgehenden 13. und im 14. Jahrhundert lebten über hundert Nonnen im Kloster. Die Attraktivität des Klosters war trotz der strengen Vorschriften so gross, dass die Zulassung der Nonnen zeitweise beschränkt wurde. Nach der Reformation in Zürich ging das Kloster in den Besitz des Staates über und wurde zu einem Amt. Sein Besitz wurde von der Zürcher Regierung beschlagnahmt. In der Folgezeit wurden die Gebäude als Amtshäuser benutzt. Die ehemalige Klosterkirche wurde für reformierte Gottesdienste benutzt. Nach der Französischen Revolution standen um 1800 die Klostergebäude leer. 1833 hob der Kanton Zürich alle Ämter auf und das Kloster wurde versteigert. Der Unternehmer Johann Jakob Rieter (1762–1826) erstand die Anlage und errichtete an ihrer Stelle seine Maschinenfabrik Rieter. Die Kirche wurde fortan wegen ihrer Höhe als Fabrikhalle genutzt und wurde erst im Jahre 1916 abgebrochen. Für die reformierten Gottesdienste wurde in den Jahren 1854 bis 1855 die Reformierte Kirche Winterthur-Töss errichtet.

### Rückkehr der Katholiken
Das Toleranzedikt des Zürcher Regierungsrats vom 10. September 1807 erlaubte erstmals wieder eine katholische Gemeinde in Zürich. Als am 22. April 1862 der Kantonsrat von Zürich die Aufhebung des Klosters Rheinau beschloss, verband der Kanton die Aufhebung des Klosters mit der Notwendigkeit, das Klostervermögen einer neuen, gesetzlich geregelten Nutzung zuzuführen. Dies führte zur Ausarbeitung eines katholischen Kirchengesetzes. Das sog. Erste zürcherische Kirchengesetz im Jahr 1863 anerkannte schliesslich die katholischen Kirchgemeinden neben Zürich auch in Winterthur, Dietikon und Rheinau (die letzten beiden waren traditionell katholisch geprägte Orte). Am 10. August 1862, dem Gedenktag des mittelalterlichen Stadtpatrons St. Laurentius, fand in Winterthur erstmals seit der Reformation wieder ein offizieller katholischer Gottesdienst statt. Dieser wurde im Betsaal der alten Stadtkanzlei abgehalten. Am 13. Dezember 1863 – also bereits ein Jahr vor der Ausformulierung des staatlichen Kirchengesetzes im Kanton Zürich – fand dann die Gründungsversammlung der katholischen Kirchgemeinde von Winterthur statt. Im Jahr 1868 wurde die Kirche St. Peter und Paul im neu entstandenen Quartier Neuwiesen als erste katholische Kirche der Stadt Winterthur erbaut. Sie war bis zum Bau der anderen sechs katholischen Pfarrkirchen ab dem Beginn des 20. Jahrhunderts das Zentrum für das kirchliche Leben der nach Winterthur einwandernden Katholiken.

### Entstehungs- und Baugeschichte der Pfarrei
Die Pfarrei St. Josef im Stadtkreis Töss ist eine Tochterpfarrei von St. Peter und Paul Winterthur-Neuwiesen. Im Rahmen der Industrialisierung und der Ansiedlung von Fabriken in Winterthur und in Töss zogen vermehrt auch katholische Arbeiterfamilien nach Töss, sodass Ende des 19. Jahrhunderts der Wunsch entstand, in Töss eine katholische Gemeinde zu bilden. 1901 wurde der katholische Religionsunterricht in Töss aufgenommen. In einem Schulzimmer im Schulhaus Eichliacker wurden ab dem 21. Januar 1906 in Töss wieder katholische Gottesdienste gefeiert. In den Jahren 1905 bis 1930 wurden nach und nach Grundstücke zusammengekauft, um die Kirche, das Pfarrhaus und das Pfarreizentrum zu erbauen. 1913 erfolgte der Baubeginn der Kirche St. Josef, welche nach Plänen des Architekten Adolf Gaudy, Rorschach und mit Mitteln des Kultusvereins aus Chur errichtet wurde. Am 30. August 1914 wurde die Kirche benediziert und das Quartier Töss zu einem Pfarrrektorat ernannt. Aufgrund der zahlreichen Arbeiterfamilien in Töss beschloss man, die Kirche dem Hl. Josef, dem Patron der Arbeiter, zu weihen. Im Jahr 1921 wurde das Pfarrhaus erbaut, welches von der Châlet-Fabrik Interlaken im Châlet-Stil errichtet wurde. Am 11. September 1949 weihte der Churer Bischof Christian Caminada die fertig ausgestattete Kirche ein. Am 29. November 1969 wurde das Pfarreizentrum samt neuem Pfarrhaus eingeweiht. Per 1. Oktober 1970 wurde das Pfarrrektorat St. Josef zu einer eigenständigen Pfarrei erhoben und von St. Peter und Paul Winterthur-Neuwiesen abgetrennt. 1973 erfolgte die Aussenrenovation der Kirche, in den Jahren 1976–1977 die Innenrenovation. Im Jahr 2011 wurde das Pfarreizentrum im Innern umfassend saniert.
Die Pfarrei St. Josef gehört zusammen mit den anderen katholischen Pfarreien der Stadt zur Kirchgemeinde Winterthur. Diese ist mit ihren 23'622 Mitgliedern (Stand 2021) die grösste katholische Kirchgemeinde des Kantons Zürich.

## Baubeschreibung

### Kirchturm und Äusseres

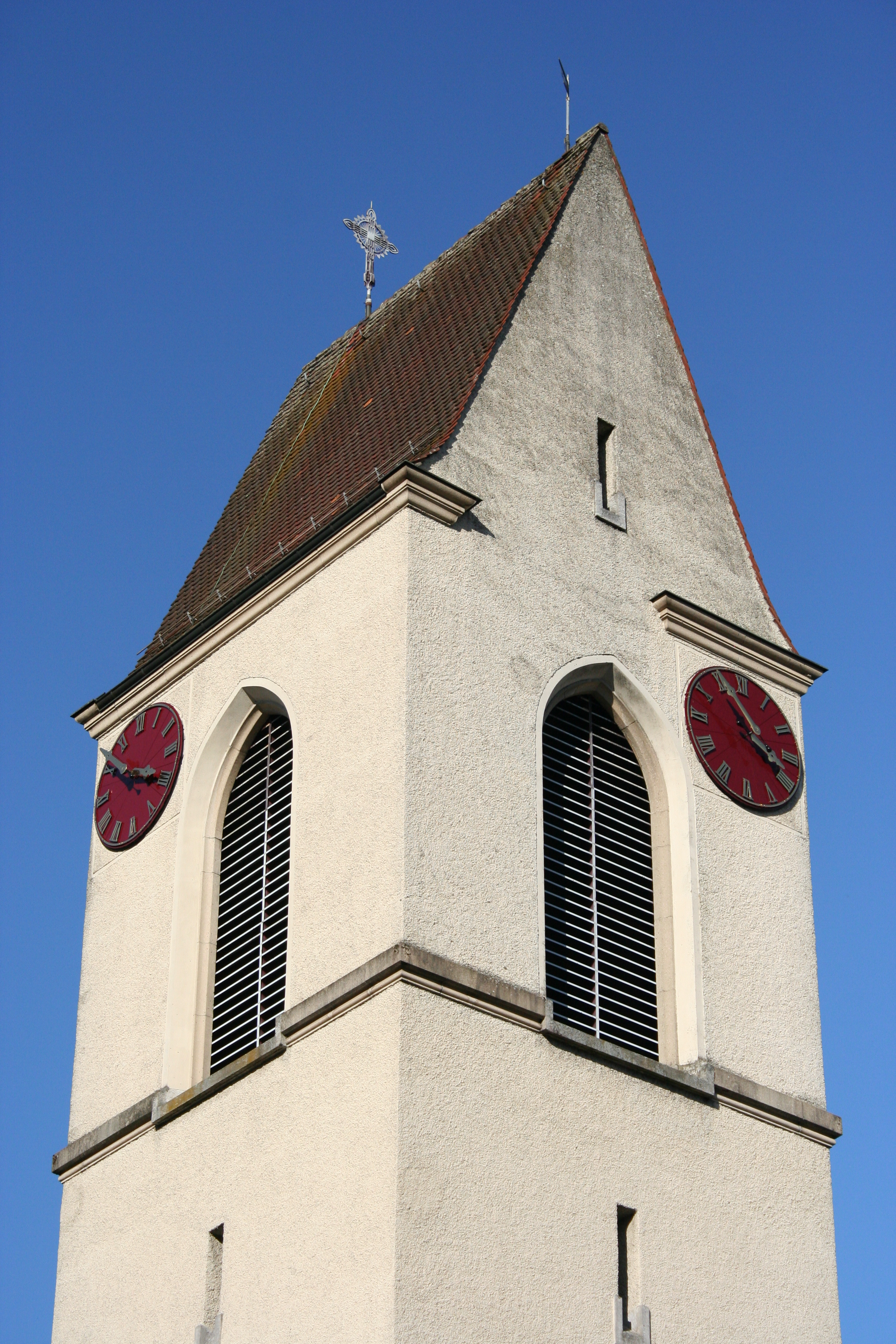
Kirchturm

In der Architektur der Kirche St. Josef vereinen sich zwei Tendenzen des Kirchbaus zu Beginn des 20. Jahrhunderts: Zum einen lassen sich noch deutliche Anlehnungen an romanische und gotische Bauwerke finden, wodurch die Tradition des Eklektizismus vom 19. Jahrhundert weiter geführt wird. Auf der anderen Seite finden sich auch Bestrebungen, in diesem Kirchbau neue architektonische Lösungen zu finden.
Der Kirchturm birgt ein vierstimmiges Geläute, das vom Bischof von Chur, Georg Schmid von Grüneck am 23. Juni 1929 geweiht und anschliessend von den Schulkindern in den Turm aufgezogen wurden. Die Glocken stammten von der Glockengiesserei Hamm in Staad. Auf Weihnachten 1929 erhielt der Kirchturm eine Uhr, die von der Firma Mäder, Andelfingen hergestellt wurden.
| Nummer | Ton | Widmung        | Inschrift                                                                          |
| ------ | --- | -------------- | ---------------------------------------------------------------------------------- |
| 1      | H   | Schutzengel    | „Heiliger Schutzengel, schütze, schirme, leite unsere Jugend“                      |
| 2      | d   | St. Josef      | „Heiliger Joseph, Stütze der Familien, bitte für unsere Gemeinde“                  |
| 3      | e   | Maria          | „Heilige Maria Mutter Gottes bitte für uns, jetzt und in der Stunde unseres Todes“ |
| 4      | g   | Dreifaltigkeit | „Gepriesen sei die heilige Dreifaltigkeit und ungeteilte Einheit“                  |

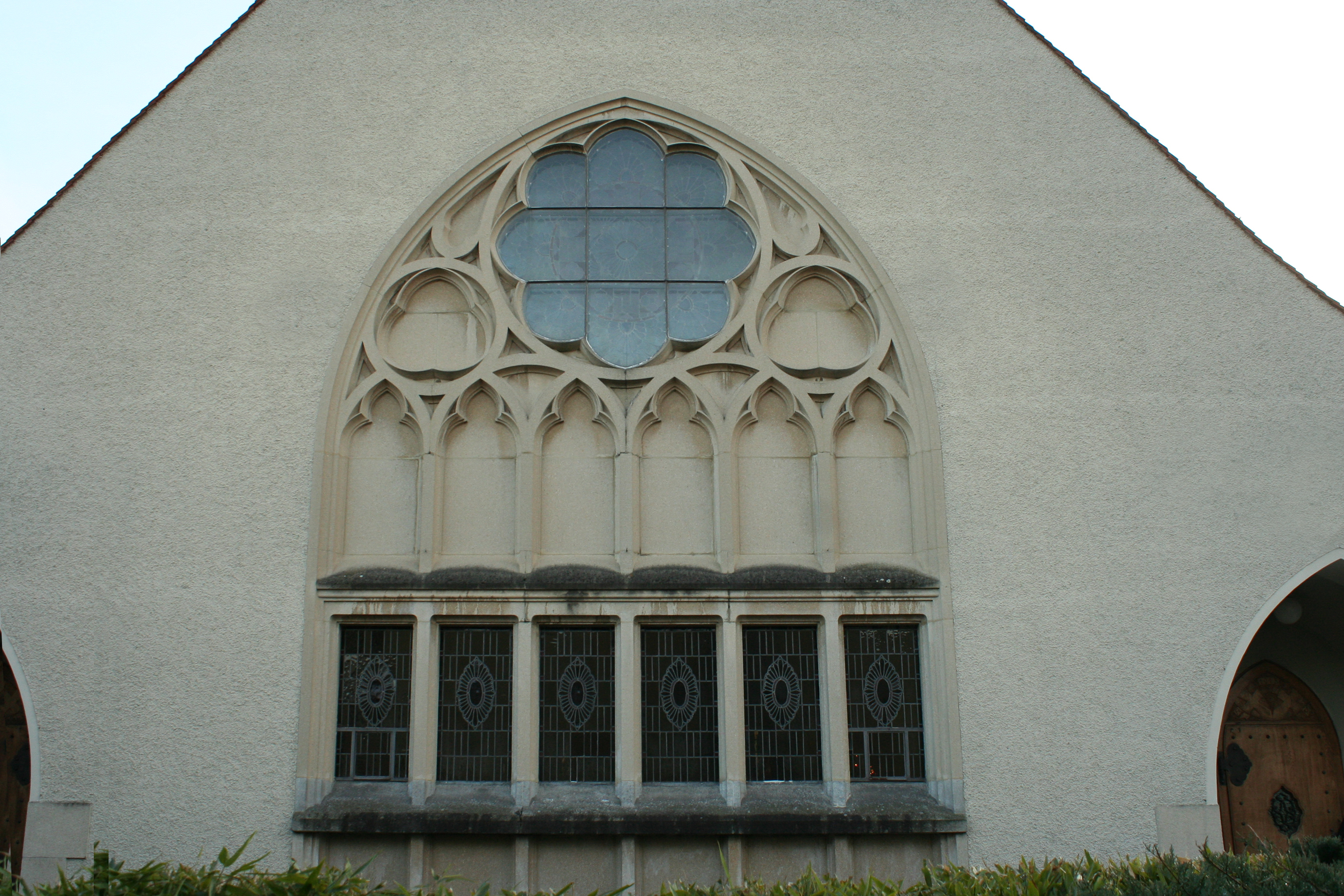
Grosses Fenster von aussen
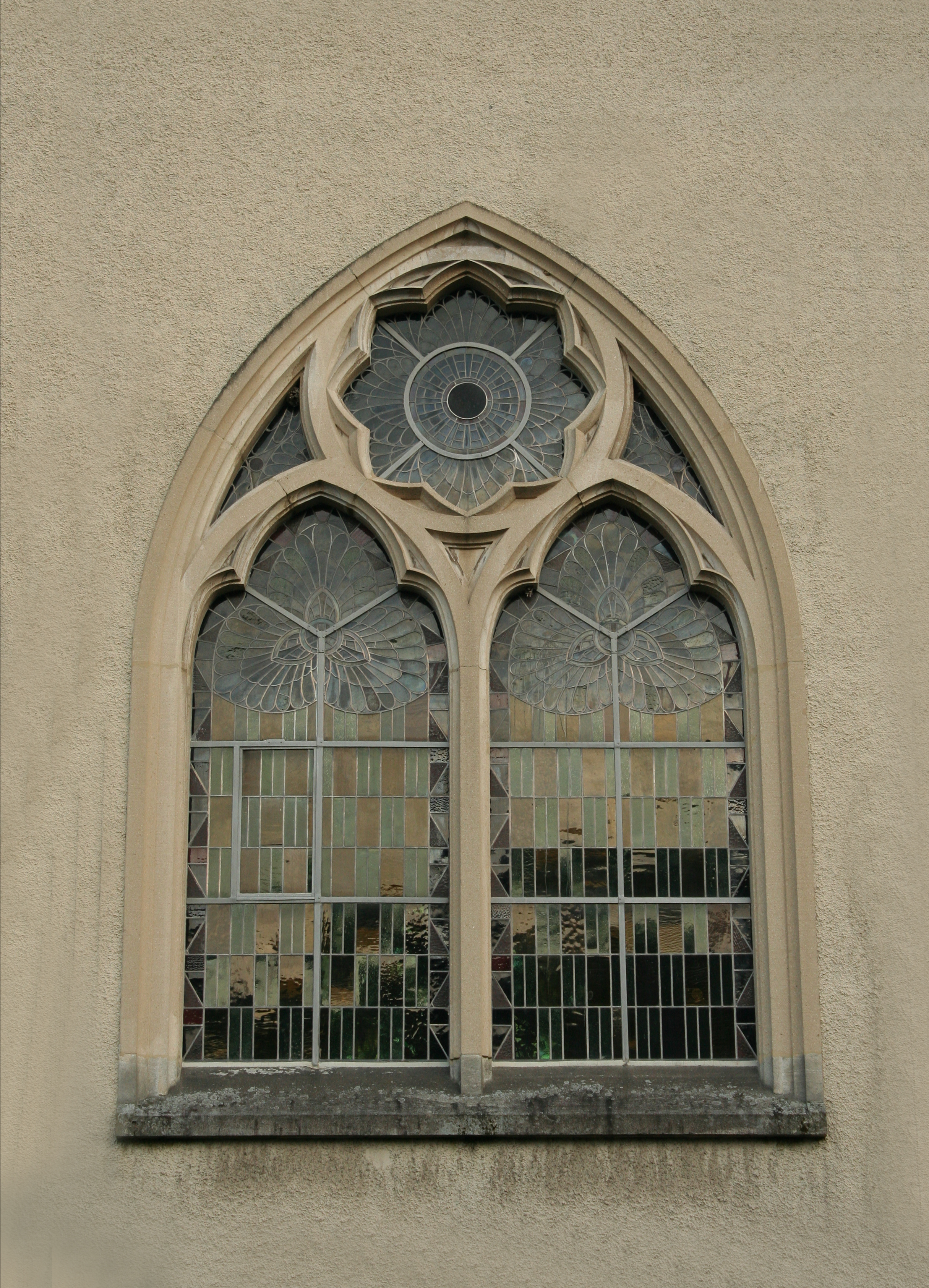
Neogotisches Fenster von aussen
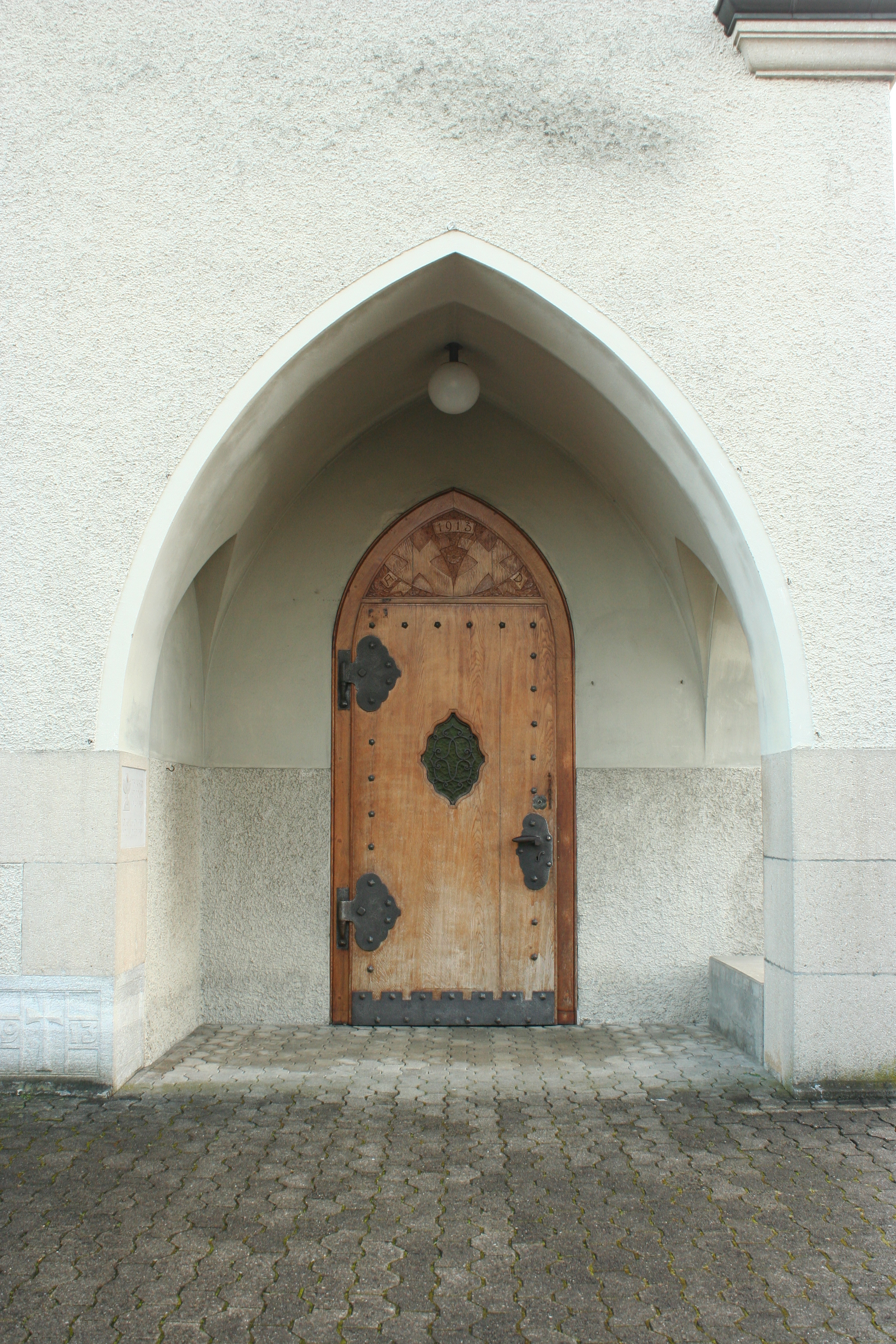
Eingang im ursprünglichen Zustand

### Innenraum und künstlerische Ausstattung
Der quadratische Grundriss der Kirche lässt die Kirche kleiner erscheinen, als sie tatsächlich ist. Sie verfügte bis zur Sanierung in den 1970er Jahren über 450 Sitzplätze und besass einen Hochaltar mit neugotischem Schnitzwerk aus der Werkstatt des Bildhauers Holenstein in Wil SG. Im Jahr 1949 wurde die Inneneinrichtung der Kirche durch zwei neue Elemente ergänzt: Ein neuer Tabernakel zeigte auf den in Kupfer getriebenen und vergoldeten Türen Jesus mit den Emmausjüngern. Der Tabernakel stammte von Elisabeth Kamps-Mösler aus St. Gallen. Das zweite neue Element waren die 14 Stationen eines Kreuzwegs, welcher von  Beat Gasser, Lungern geschnitzt wurde.
In den Jahren 1976–1977 wurde der Innenraum der Kirche durch das Architekturbüro Tanner und Loetscher neu gestaltet. Da die Pfarrei in dieser Zeit über einen grossen Kirchenchor verfügte und die damalige Orgelempore besonders für Orchestermessen zu eng war, wollte man die Kirche zunächst um sechs Meter verlängern. Dies hätte jedoch den Baugrund für das Pfarreizentrum verengt und das Aussehen der Kirche massgeblich verändert. Deshalb schlug Architekt Felix Loetscher vor, die Kirche äusserlich zu belassen und im Innern neu zu konzeptionieren, sodass sowohl der Kirchenchor mehr Raum bekam als auch dem Communio-Gedanken des Zweiten Vatikanischen Konzils Ausdruck verliehen werden konnte. Da es sich bei der Kirche St. Josef um einen Zentralbau handelt, setzten Felix Loetscher und Robert Tanner den neuen Volksaltar in die Mitte der Kirche und positionierte darum herum die Stühle für die Gläubigen. Im frei gewordenen Chor wurde die neue Orgel errichtet und mittels eines Podests dem Kirchenchor genug Raum gegeben, ohne dass die Kirche verlängert werden musste. Den Tabernakel und den Taufstein in den Chornischen gestaltete der Künstler Werner Ignaz Jans.
Im Jahr 1986 wurden die Reliefs des ehemaligen Hochaltars in den Nischen des Chores neu positioniert.

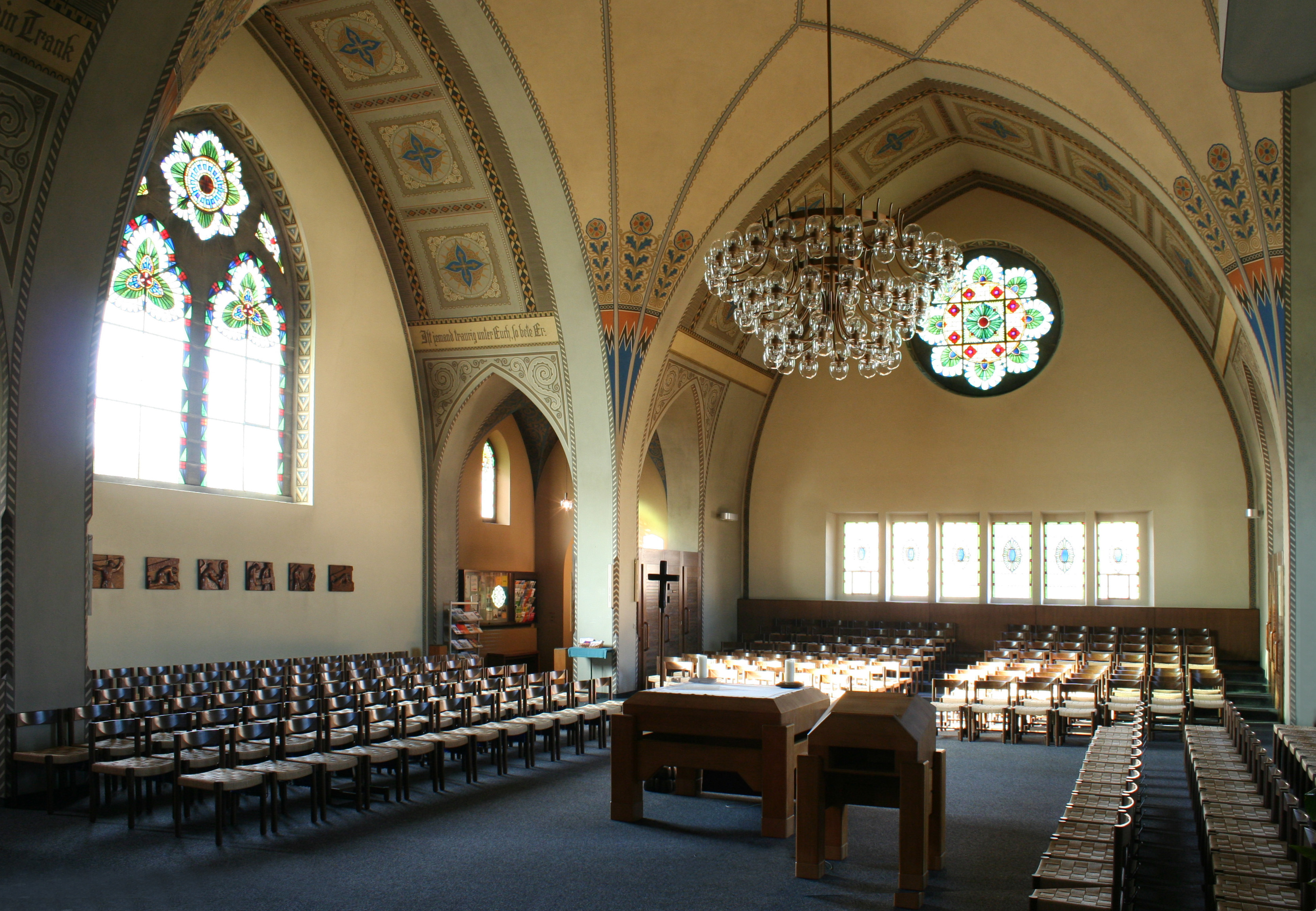
Blick in den Kirchenraum
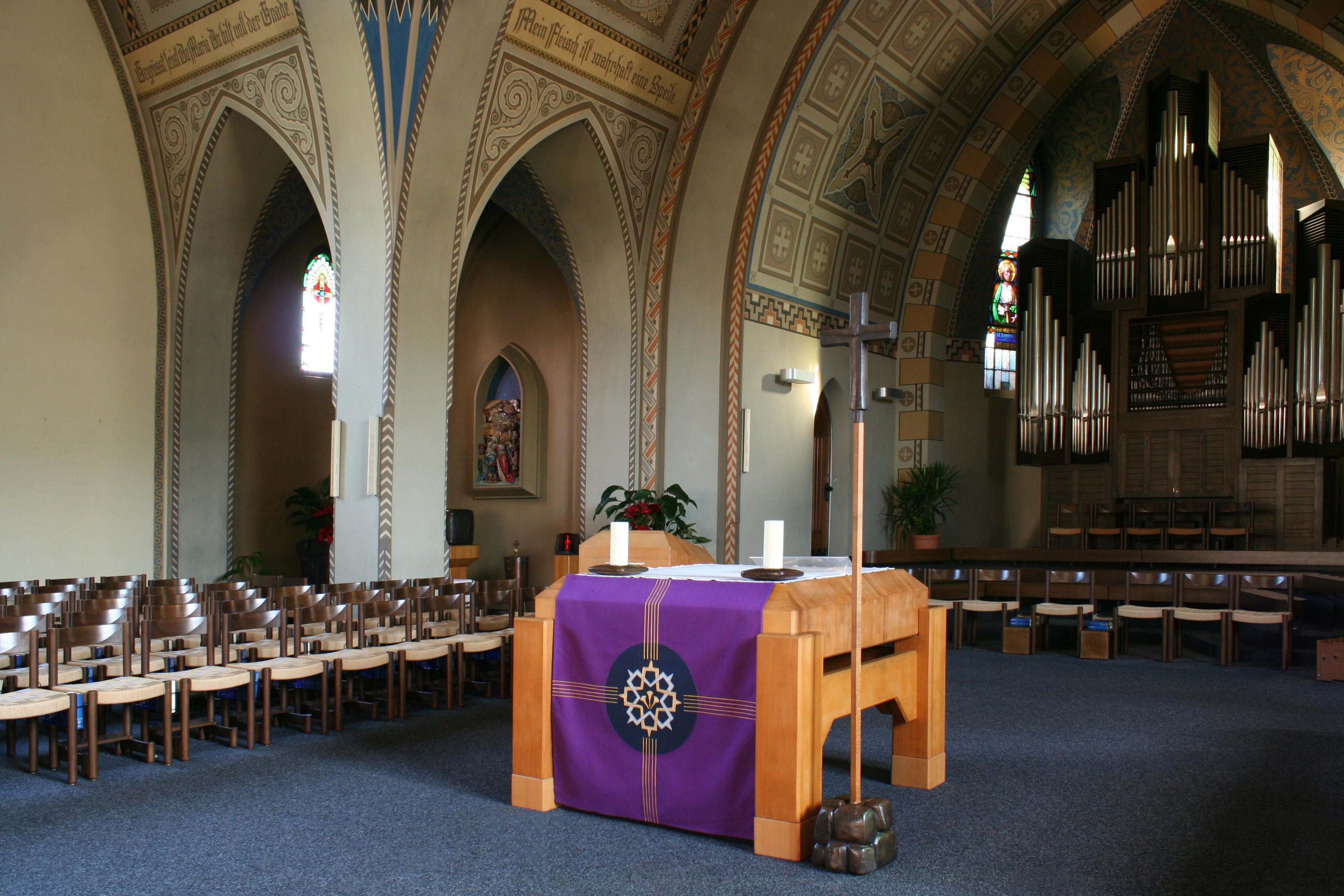
Altar von Felix Lötscher
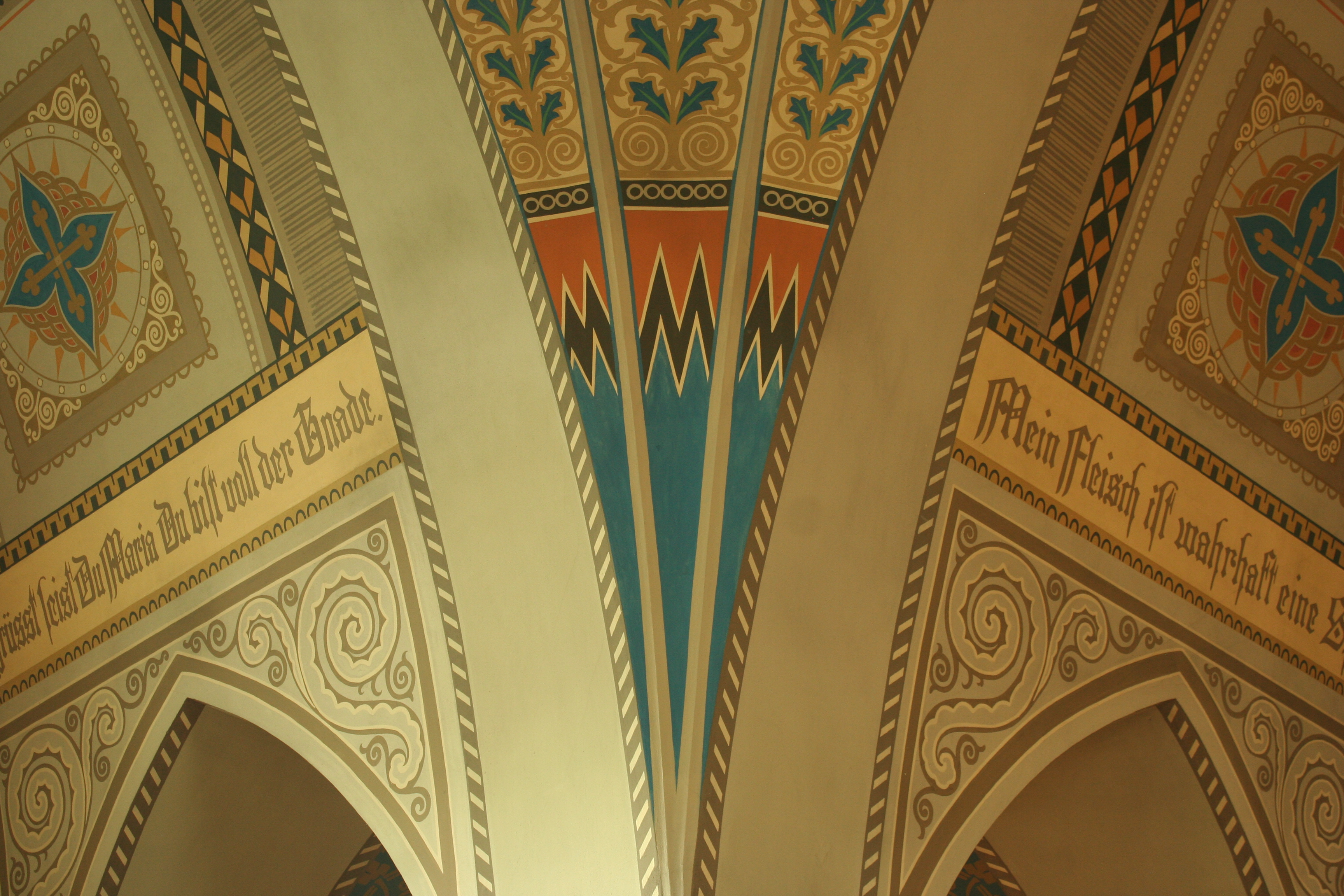
Wandbemalung Detailaufnahme
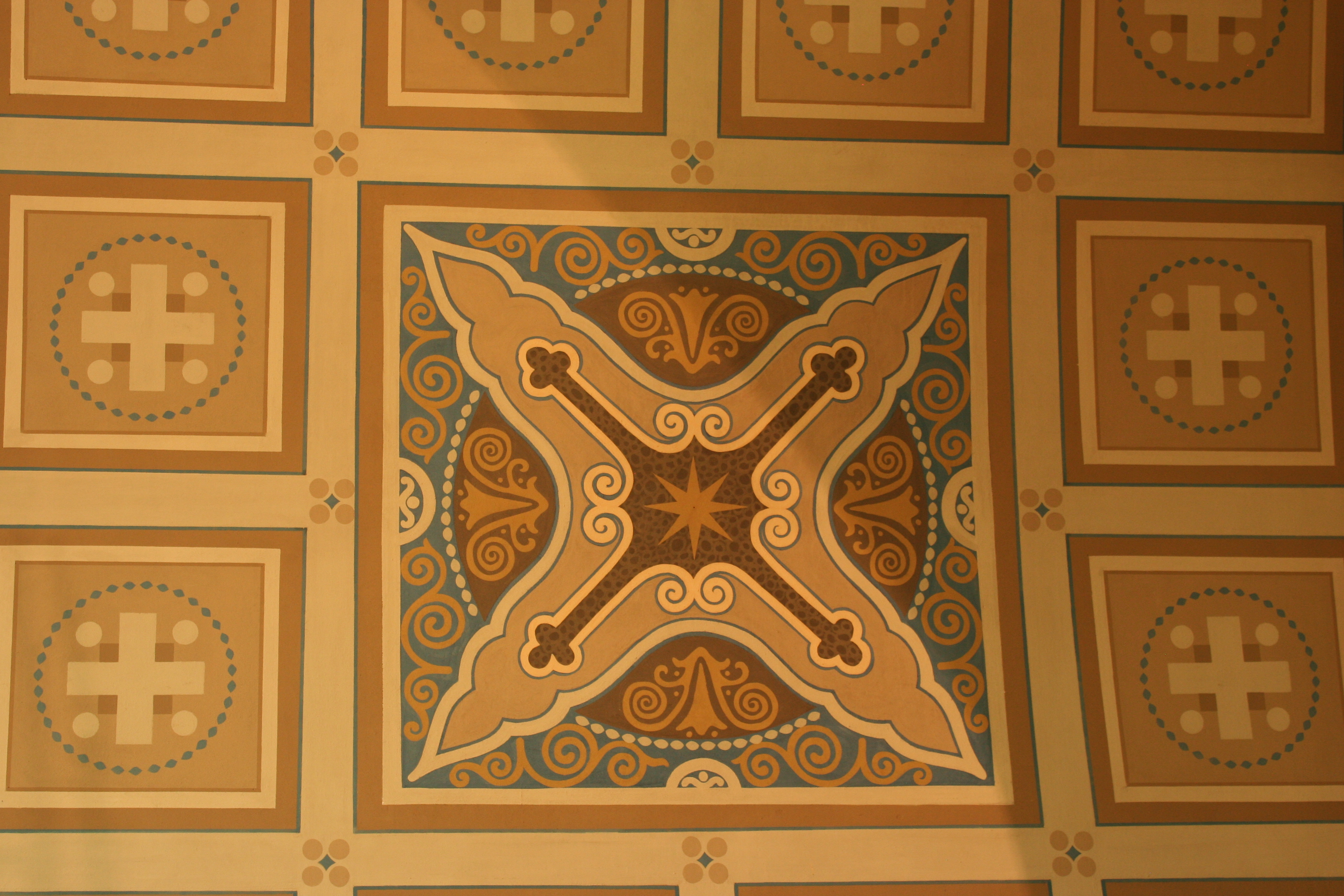
Deckenbemalung Detailaufnahme

### Orgel

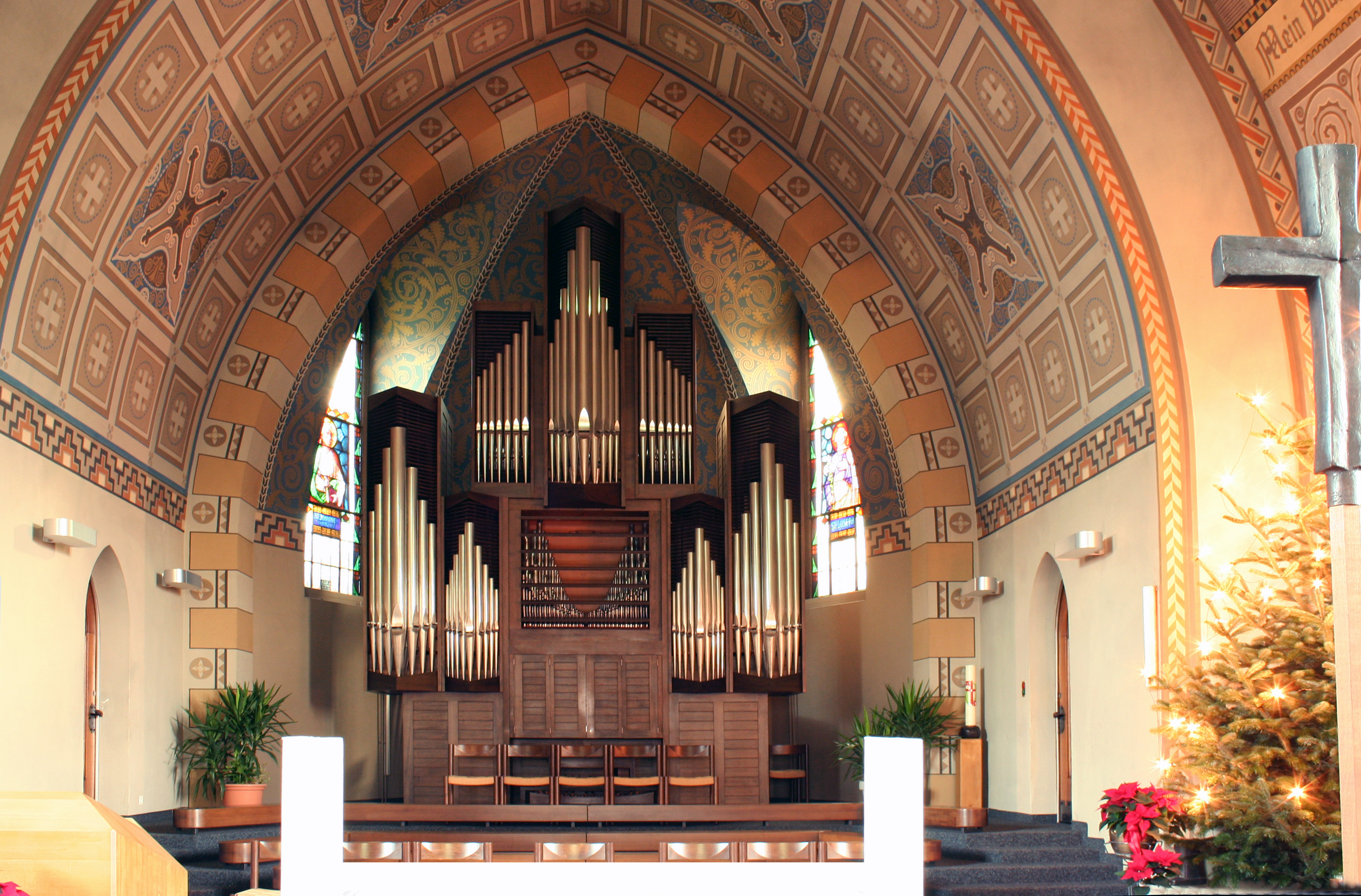
Späth-Orgel von 1977

Auf der Empore der Kirche befand sich von 1914 bis 1932 eine kleine Orgel, die für 1‘400 Franken angekauft worden war. Eine zweite Orgel wurde am 22. Mai 1932 geweiht. Sie stammte von der Firma Orgelbau AG in Willisau und kostete 15‘300 Franken. Die heutige Orgel der Kirche wurde nach der Umgestaltung des Raumes im Jahr 1977 in den ehemaligen Chor gesetzt, wodurch die architektonische Gewichtung dieses Bereiches nicht ins Leere läuft, sondern durch die Kirchenmusik ausgefüllt wird. Die Orgel wurde im Jahr 1977 durch Späth Orgelbau erstellt. Die Traktur und Registratur sind rein mechanisch. Das Instrument besitzt Drehknopfkombination, drei Normalkoppeln, wechselwirkend, Schleifwindladen. Das Orgelgehäuse besteht aus Rotbuche, massiv. Das Projekt und die Beratung erfolgten durch R. Wäger, Organist SMPV, SIAC, Kreuzlingen. Die Intonation nahm Martin Pflüger vor. 2011 wurde das klangschöne Werk durch die Erbauerfirma renoviert.
| I Hauptwerk C–g3 |       |
| Quintade         | 16′   |
| Principal        | 8′    |
| Rohrflöte        | 8′    |
| Octave           | 8′    |
| Spitzflöte       | 4′    |
| Quinte           | 2 ⁄3′ |
| Starkflöte       | 2′    |
| Mixtur V         | 2′    |
| Trompete         | 8′    |

| II Brustwerk C–g3 |                  |
| Holzgedackt       | 8′               |
| Salizional        | 8′               |
| Principal         | 4′               |
| Nachthorn         | 4′               |
| Sesquialter       | 2 ⁄3′ und 1 3⁄5′ |
| Octave            | 2′               |
| Gemsquinte        | 1 ⁄3′            |
| Scharfzimbel      | 1 ⁄3′            |
| Regal             | 8′               |
| Tremulant         |                  |

| Pedal C–f1    |           |
| Subbass       | 16′       |
| Flötbass      | 8′        |
| Gedecktpommer | 8′        |
| Choralbass    | 4′ und 2′ |
| Fagott        | 8′        |